# Cuincy
Cuincy is een gemeente in het Franse Noorderdepartement (Frans: département du Nord). De gemeente telde 6.499 inwoners op 1 januari 2022.
In maart 2015 werden de kantons van Douai opgeheven en werd uit een deel van de gemeenten het kanton Douai gevormd, waar ook Cuincy deel van ging uitmaken.

## Geografie
De oppervlakte van Cuincy bedroeg op 1 januari 2022 7,01 vierkante kilometer; de bevolkingsdichtheid was toen 927,1 inwoners per km².

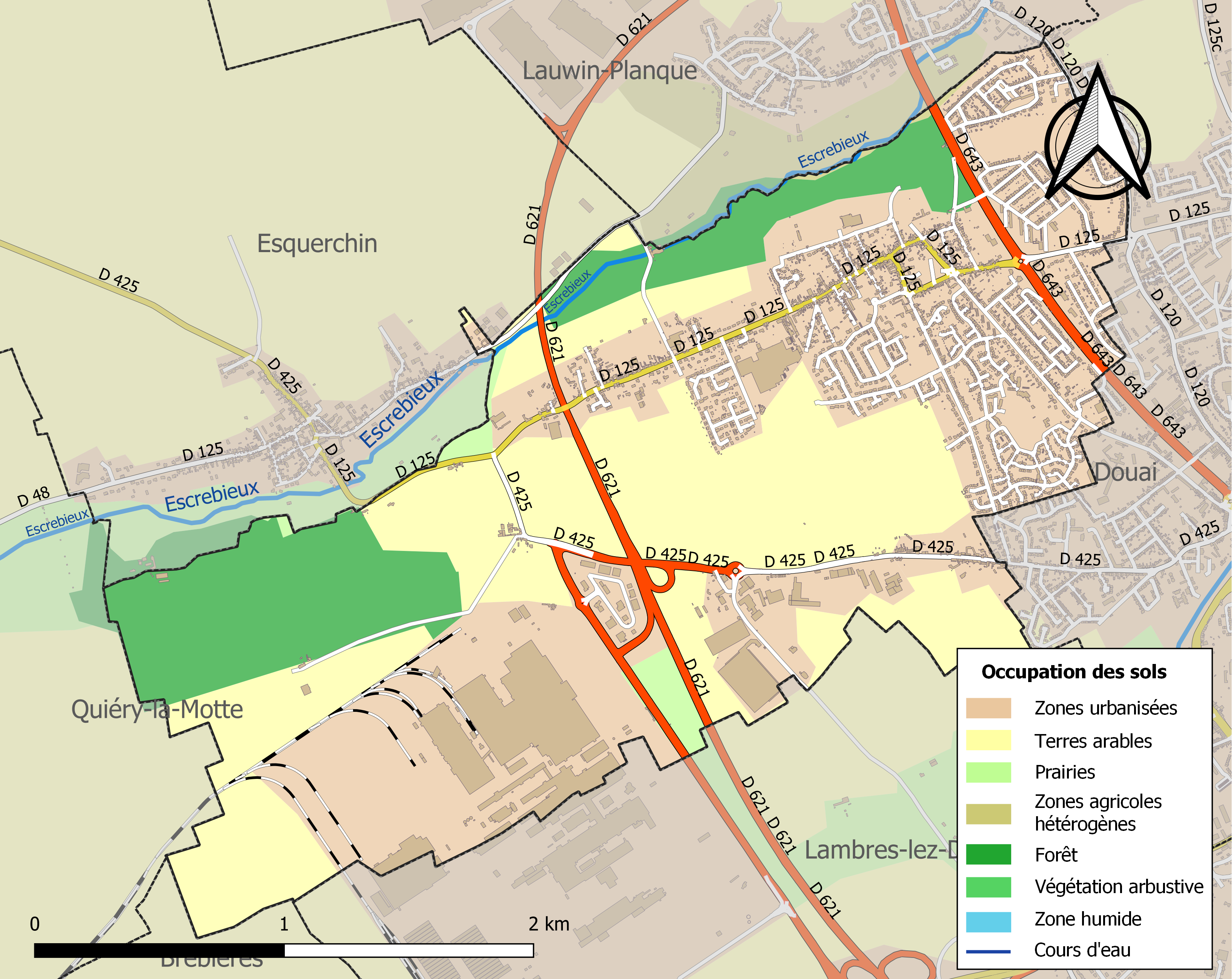
Kaart van de gemeente met belangrijkste infrastructuur, bodemgebruik en omliggende gemeenten

## Demografie
Verloop van het inwonertal (bij volkstellingen) sinds 1962.
Courchelettes · Cuincy · Douai · Esquerchin · Flers-en-Escrebieux · Lambres-lez-Douai · Lauwin-Planque